# Florida Tuskers temporada 2010
La temporada 2010 de Florida Tuskers fue la segunda y última temporada que participó United Football League. Terminó la temporada regular en la 2.ª posición empatado con Las Vegas Locomotives (5-3), calificando al Championship Game, perdió el Championship Game ante Las Vegas por marcador de 20-23.

## Draft
El Draft se llevó a cabo el 2 de junio de 2010. Consistió en 12 rondas de selección para cada equipo. 3 de los jugadores seleccionados firmaron con el equipo.
|  | = Jugador que firmó con el equipo |

| Ronda | Elección | Jugador         | Posición | College          |
| ----- | -------- | --------------- | -------- | ---------------- |
| 1     | 4        | Weston Dacus    | LB       | Arkansas         |
| 2     | 9        | Arnold Harrison | LB       | Georgia          |
| 3     | 14       | John Standeford | WR       | Purdue           |
| 4     | 19       | Erik Pedersen   | LB       | Portland State   |
| 5     | 24       | Tyrrell Herbert | S        | Toledo           |
| 6     | 29       | Adrien Clarke   | OL       | Ohio State       |
| 7     | 33       | Kevin Harris    | FB       | Wake Forest      |
| 8     | 37       | Cortez Hankton  | WR       | Texas Southern   |
| 9     | 41       | Corey Small     | DB       | Florida Atlantic |
| 10    | 50       | Chris Perri     | DE       | Stony Brook      |
| 11    | 54       | Greg Middleton  | DE       | Indiana          |
| 12    | 58       | Melvin Fowler   | C        | Maryland         |

## Clasificación
| y - Las Vegas Locomotives | 5 | 3 | 0 | 0.625 | 174 | 142 |
| y - Florida Tuskers       | 5 | 3 | 0 | 0.625 | 213 | 136 |
| Sacramento Mountain Lions | 4 | 4 | 0 | 0.500 | 169 | 162 |
| Hartford Colonials        | 3 | 5 | 0 | 0.375 | 169 | 194 |
| Omaha Nighthawks          | 3 | 5 | 0 | 0.375 | 111 | 202 |

y - Avanzo al Championship Game